# Marie-Laurence Jungfleisch
Marie-Laurence Jungfleisch (ur. 7 października 1990 w Paryżu) – niemiecka lekkoatletka specjalizująca się w skoku wzwyż. Jej ojciec pochodził z Martyniki.
Międzynarodową karierę rozpoczęła od szóstego miejsca na juniorskich mistrzostwach Europy w Nowym Sadzie (2009). Dwa lata później nie awansowała do finału halowych mistrzostw Europy oraz uplasowała się na 8. miejscu podczas młodzieżowego czempionatu Starego Kontynentu. Uczestniczka mistrzostw Europy w Helsinkach (2012). Rok później przebrnęła przez eliminacje podczas mistrzostw świata w Moskwie, lecz w konkursie finałowym nie zaliczyła żadnej wysokości i nie została sklasyfikowana. Ósma zawodniczka halowych mistrzostw świata w Sopocie (2014). W tym samym roku zajęła 5. miejsce na mistrzostwach Europy w Zurychu. Szósta zawodniczka mistrzostw świata w Pekinie (2015) oraz piąta podczas europejskiego czempionatu w Amsterdamie (2016).
Wystąpiła na Letnich Igrzyskach Olimpijskich w Rio de Janeiro. 20 sierpnia 2016 roku w finale konkursu skoku wzwyż zajęła 7. miejsce osiągając wynik 1,93 m.
Złota medalistka mistrzostw Niemiec oraz reprezentantka kraju w drużynowym czempionacie Europy i w meczach międzypaństwowych.
Rekordy życiowe: stadion – 2,00 (16 lipca 2016 oraz 26 sierpnia 2017, Eberstadt); hala – 1,97 (8 lutego 2014, Arnstadt).

## Osiągnięcia
| Rok  | Impreza                                 | Miejsce        | Lokata            | Wynik (m) |
| ---- | --------------------------------------- | -------------- | ----------------- | --------- |
| 2009 | Mistrzostwa Europy juniorów             | Nowy Sad       | 6. miejsce        | 1,80      |
| 2011 | Halowe mistrzostwa Europy               | Paryż          | el. – 15. miejsce | 1,89      |
| 2011 | Superliga drużynowych mistrzostw Europy | Sztokholm      | 10. miejsce       | 1,80      |
| 2011 | Młodzieżowe mistrzostwa Europy          | Ostrawa        | 8. miejsce        | 1,87      |
| 2012 | Mistrzostwa Europy                      | Helsinki       | el. – 13. miejsce | 1,87      |
| 2013 | Superliga drużynowych mistrzostw Europy | Gateshead      | 5. miejsce        | 1,85      |
| 2013 | Mistrzostwa świata                      | Moskwa         | –                 | NM        |
| 2014 | Halowe mistrzostwa świata               | Sopot          | 8. miejsce        | 1,90      |
| 2014 | Mistrzostwa Europy                      | Zurych         | 5. miejsce        | 1,97      |
| 2015 | Superliga drużynowych mistrzostw Europy | Czeboksary     | 6. miejsce        | 1,94      |
| 2015 | Mistrzostwa świata                      | Pekin          | 6. miejsce        | 1,99      |
| 2016 | Mistrzostwa Europy                      | Amsterdam      | 5. miejsce        | 1,93      |
| 2016 | Igrzyska olimpijskie                    | Rio de Janeiro | 7. miejsce        | 1,93      |
| 2017 | Halowe mistrzostwa Europy               | Belgrad        | el. – 16. miejsce | 1,86      |
| 2017 | Superliga drużynowych mistrzostw Europy | Lille          | 2. miejsce        | 1,97      |
| 2017 | Mistrzostwa świata                      | Londyn         | 4. miejsce        | 1,95      |
| 2018 | Mistrzostwa Europy                      | Berlin         | 3. miejsce        | 1,96      |
| 2018 | Puchar interkontynentalny               | Ostrawa        | 4. miejsce        | 1,91      |
| 2021 | Igrzyska olimpijskie                    | Tokio          | 10. miejsce       | 1,93      |
| 2022 | Mistrzostwa świata                      | Eugene         | el. – 21. miejsce | 1,86      |
| 2022 | Mistrzostwa Europy                      | Monachium      | 6. miejsce        | 1,90      |